# Hadromyia cimbiciformis
Hadromyia cimbiciformis är en tvåvingeart som först beskrevs av Josef Aloizievitsch Portschinsky 1879.  Hadromyia cimbiciformis ingår i släktet Hadromyia och familjen blomflugor. Inga underarter finns listade i Catalogue of Life.